# Oranjefeest (Van Looy)
Oranjefeest is een schilderij van de Nederlandse schrijver-kunstschilder Jacobus van Looy, geschilderd in 1890-1892. Het is een persoonlijke impressie van een Hollands volksfestijn, bij nacht. Het doek bevindt zich in de collectie van het Rijksmuseum.

## Context
Op 13 april 1887 vierde Amsterdam het zogenaamde Oranjefeest ter ere van de verjaardag van koning Willem III. Nadat hij eerst met enkele vrienden uit de beweging der Tachtigers had vertoefd, dwaalde Van Looy naar eigen schrijven "rusteloos" door de nachtelijke hoofdstad. "De armen vieren in de volksbuurten dat monsterachtige feest, 't Was een troep dronken wijven met oranjebroeken aan, armelui's onderbroeken, of als je wilt hoerenonderbroeken, oranje geverfd in een pot kokende sop van campienje-hout. Ik zag ze dansen en springen onder het licht van een straatlantaarn". Later herinnerde hij zich, in impressionistische bewoordingen: "Ja alle kelen zongen, alles joelde er om het laatste en hoogste lied. In het bleke van de ochtendlijk wordende hemel juich-schaterde en schreeuwde het oranje, wild lachte en blèrde het rood, piepte en gilde het wit en bomde het donkerblauw samen met het geduister van het dennegroen en het gepurper der schaduwen".
Het Oranjefeest inspireerde Van Looy tot het maken van een pastel, die tot zijn groot ongenoegen eind 1887 werd geweigerd voor een tentoonstelling bij Arti et Amicitiae, omdat het "Trop commun" zou zijn. Het thema liet hem echter niet los en in 1890 maakte hij het hier besproken grote werk in olieverf, dat toen wel door Arti werd toegelaten.

## Afbeelding
Oranjefeest toont een vage impressie van een dansende meute gekostumeerde Amsterdamse feestvierders, bij nacht, op straat, compleet met lampions en vuurwerk. Het is een momentane, van emotie doortrokken indruk, op het walgelijke af, maar zonder morele veroordeling. De kluwen van instinctmatig bewegende lichamen en de kop met de gapende mond in het centrum hebben iets dierlijks. Omtrekken van mensen en dingen schemeren weg.  "De drukte zit er goed in", schreef Van Looy zelf. Het schilderij is dan ook minder te zien als een observatie en registratie van een volksfestijn, als wel de persoonlijke verbeelding van een individuele extatische beleving.
Oranjefeest wordt doorgaans, met het overige werk van Van Looy, gecategoriseerd als impressionistisch, onder andere vanwege de losse penseelvoering en de gerichtheid op het terloopse moment. Toch is het vooral het expressieve karakter dat het schilderij uniek maakt, zeker voor die tijd. De modernistische uitstraling loopt vooruit op de kunst in de twintigste eeuw en maakt het tot een markerend overgangswerk binnen de Nederlandse schilderkunst.